# LGV Perpignan-Figueres
LGV Perpignan-Figueres este o linie de mare viteză internațională, ce este în stadiul de construcție. Lucrările au început la data de 15 noiembrie 2004, iar darea în folosință comercială este programată pentru anul 2009. Linia are o lungime de 44,4 km și traversează frontiera fintre Franța și Spania între orașele Perpignan și Figueres prin intermediul unui tunel de 8,3 km, săpat sub masivul col du Perthus. 

## Proiectul
Proiectul prevede construirea unei linii cu ecartament standard de 1435 mm și electrificată la 25 kV și 50 Hz, consistent cu tensiune rețelelor de mare viteză franceze de LGV și spaniole AVE. Aceasta va fi prima conexiune internațională arețelei spaniole AVE, care va fi urmată de o a doua conexiune pe coasta Atlanticului în Țara Bascilor. De asemenea va fi prima conexiune cu rețeaua spaniolă ce nu presupune schimbare de ecartament, deoarece rețeaua clasică spaniolă utilizează un ecartament de 1668 mm. 
Odată cu terminarea liniei de mare viteză Madrid-Barcelona (programată la începutul anului 2008) și a liniei Barcelona - Figueres (programată în 2009), trenurile vor putea circula între cele două țări fără oprire. Totuși până la construcția liniei între Montpellier și Perpignan, legătura va necesita trenuri speciale cu voltaj dual, deoarece această linie este electrificată la 1500V curent continuu. 
Spre deosebire de celelalte linii LGV sau AVE construite actualmente, linia Perpignan-Figueres va fi o linie mixtă, utilizată atât de trenurile de mare viteză cât și de trenurile de marfă. Astfel aceasta este construită astfel încât rampele sunt limitate la 1,2 %.

## Construcția
Contractul de construcție a fost atribuit la data de 17 februarie 2004 consorțiului TP Ferro, un joint venture al companiilor Eiffage (din Franța) și Dragados (din Spania). Grupul va construi linia pentru un cost de aproximativ 1,1 miliarde euro și va asigura operarea acesteia pe o durată de 50 de ani. Deoarece este un proiect de infrastructură de anvergură, grupul a primit o subvenție de 540 milioane euro din partea Uniunii Europene și a celor două state.
Cel mai important element de infrastructură îl reprezintă tunelul sub Col du Perthus de 8,3 km. Acesta este format din două tunele paralele pentru cele două sensuri de circulație săpate cu ajutorul a două mașini TBM de 150 m lungime. Acestea au o viteză de avansare de 150 m pe zi, săparea primului tunel fiind terminată în noiembrie 2007 . Pentru a evita efectele de bang sonic la intrarea trenurilor de mare viteză în tunele, acestea sunt prevăzute cu structuri de protecție la intrare, de formă conică. Alte lucrări 

## Timpii de parcurs
Odată cu darea în folosință comercială a liniei, timpii de parcurs vor fi reduși drastic. Traficul este estimat la 34 trenuri de călători și 24 trenuri de marfă zilnic. Traseul dintre Paris și Barcelona este estimat să dureze 5:35, între Madrid și Perpignan 3:50 iar între Perpignan și Barcelona doar 50 minute. Timpul de transport al mărfurilor va fi redus drastic, la aproximativ 2 ore, față de 23 actalmente pentru relația Perpignan Barcelona. Acest lucru, cumulat cu dezvoltarea portului Barcelona prevăzută a avea loc până în 2015 ar trebui să crească procentajul de mărfuri transportate între cele două țări de la 5% din 55 milioane de tone actualmente la un procentaj important din cele 255 milioane de tone prevăzute in 2015. 